# 1881 în literatură
Anul 1881 în literatură a implicat o serie de evenimente și cărți noi semnificative.  

## Cărți noi
- William Harrison Ainsworth - Stanley Brereton
- Anonim - The Great Romance
- Mary Elizabeth Braddon - Asphodel
- Robert Buchanan  - God and the Man
- Gesualdo Bufalino - Diceria dell'untore
- Bankim Chatterjee - Rajsimha
- Wilkie Collins  - The Black Robe
- Antonio Fogazzaro - Malombra
- Anatole France - Sylvestre Bonnard
- Thomas Hardy - A Laodicean
- Joris-Karl Huysmans - En menage
- Robert G. Ingersoll - The Great Infidels
- Henry James - The Portrait of a Lady
- Roden Noël - A Little Child's Monument
- Margaret Oliphant  - Harry Joscelyn
- "Jack Saul" - The Sins of the Cities of the Plain
- Joseph Henry Shorthouse - John Inglesant
- Jules Verne - 800 leghe pe Amazon
- Mary Augusta Ward  - Milly and Olly

## Decese
- 13 decembrie - August Šenoa, scriitor croat (n. 1838)